# Jest bezpiecznie / Misiowie puszyści
„Jest bezpiecznie / Misiowie puszyści” – pierwszy singel zespołu Siekiera, wydany przez Tonpress w 1985. Nagrań dokonano na przełomie maja i czerwca 1985 w studiu KAW Tonpress w Warszawie. Podczas sesji zarejestrowano cztery utwory: „Misiowie puszyści,” „Jest bezpiecznie”, „To słowa” i „Serce”.
„Misiowie puszyści” i „Jest bezpiecznie” umieszczono na singlu, „To słowa” zostało włączone w zawartość albumu Nowa Aleksandria (1986), natomiast „Serce” zostało odrzucone z powodu błędu perkusisty – prace w studiu były ograniczone czasowo i nie było możliwości wniesienia poprawek. Utwór pojawił się dopiero w 2012 na dwupłytowej reedycji albumu Nowa Aleksandria.
Podczas nagrywania singla muzycy narzekali na ograniczenie sprzętowe studia nagraniowego oraz na lekceważący stosunek do pracy tamtejszych realizatorów.
Utwór „Misiowie puszyści” miał początkowo się nazywać „Szewc zabija szewca”. Tytuł zmieniono, ponieważ pierwotny już został zarejestrowany w ZAiKS. Nową nazwę stworzył Paweł Młynarczyk, kpiąc sobie w ten sposób z pracowników Tonpressu.

## Lista utworów
1. „Jest bezpiecznie” (muz. i sł. Tomasz Adamski) – 5:30
2. „Misiowie puszyści” (muz. i sł. Tomasz Adamski) – 2:40

## Skład[1]
- Tomasz Adamski – gitara
- Dariusz Malinowski – śpiew, gitara basowa
- Paweł Młynarczyk – instrumenty klawiszowe
- Zbigniew Musiński – perkusja

## Okładka[1]
- Antoni Zdebiak – foto
- Aleksander Januszewski – projekt graficzny